# 日本薬局協励会
一般社団法人日本薬局協励会（にっぽんやっきょくきょうれいかい）は、薬局・薬店経営者および従業員のための研修団体。1949年（昭和24年）2月25日に創立総会が開催されて設立、1950年（昭和25年）4月4日に第1回全国大会を開催、1970年（昭和45年）11月12日に社団法人となった。本部所在地は東京都渋谷区代々木。「最大よりも最良の薬局たらん」という基本理念を基に活動している。 

## 主な活動
- 各地域または全国規模での会員向け研修会を月1回から年1回開催し、会員の意識や学術知識の向上を図る。
- 健康情報誌「エルエル」を作成し、会員の店舗を通じて消費者に配布。
- 生活習慣病などをテーマにした市民健康講座（参加無料）を開催し、一般消費者の健康維持に貢献。